# Verwaltungsgemeinschaft Heigenbrücken
In der Verwaltungsgemeinschaft Heigenbrücken im unterfränkischen Landkreis Aschaffenburg haben sich folgende Gemeinden zur Erledigung ihrer Verwaltungsgeschäfte zusammengeschlossen:
1. Heigenbrücken, 2288 Einwohner, 6,73 km²
2. Heinrichsthal, 824 Einwohner, 4,52 km²

Die Verwaltungsgemeinschaft wurde am 1. Mai 1978 gegründet.
Der Sitz der Verwaltungsgemeinschaft ist in Heigenbrücken, Vorsitzender ist Jochen Drechsler.